# Información (periódico)
Información es un periódico español diario, matutino y de pago editado en la ciudad de Alicante y su ámbito de distribución es la provincia de Alicante. Fundado en 1941, desde 1984 pertenece al grupo editorial Prensa Ibérica, aunque es editado por «Prensa Alicantina». En la actualidad cuenta con cinco ediciones de ámbito comarcal en Elche, la Vega Baja, Alcoy-Condado de Cocentaina-Hoya de Castalla, Elda-Villena-Vinalopó y Benidorm-Marina Baja-Marina Alta.

## Historia

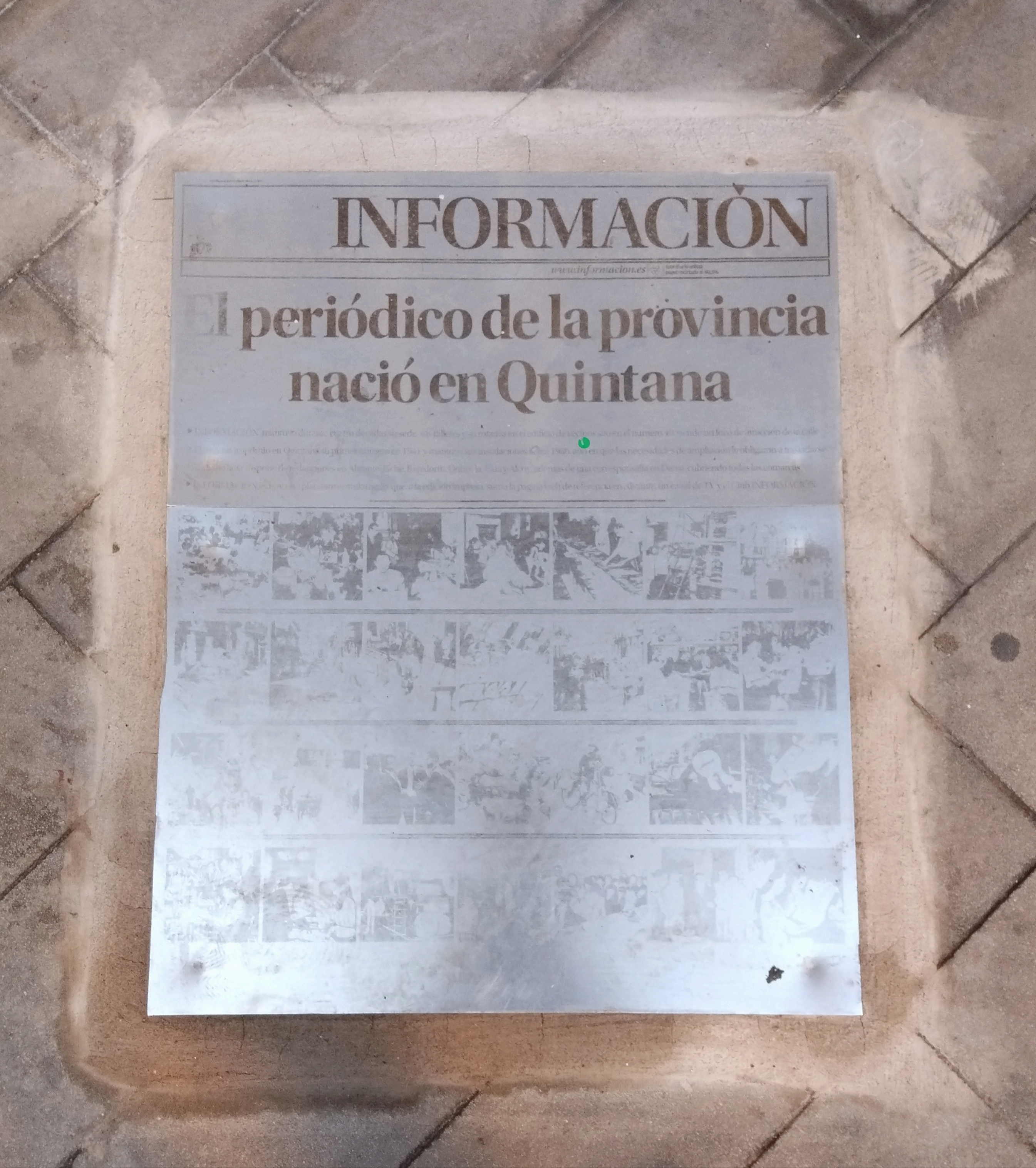
El periódico de la provincia nació en Quintana. Placa conmemorativa del diario Información en la calle alicantina Poeta Quintana.

El primer número del periódico salió el 18 de julio de 1941, como órgano de FET y de las JONS, aunque ya se llevaba editando desde dos años antes bajo del nombre de «La Gaceta de Alicante». El origen de esta vino dado, a su vez, tras el cierre y confiscación de las rotativas del periódico izquierdista Nuestra Bandera al acabar la Guerra Civil. Durante el período de la dictadura franquista el diario perteneció a la Cadena de prensa del Movimiento. A lo largo del franquismo pasaron por la dirección, entre otros, José María Bugella, José Cirre, Emilio Romero, Félix Morales o Timoteo Esteban Vega.
Tras el final de la dictadura franquista el diario se integró en organismo estatal de Medios de Comunicación Social del Estado, aunque en 1984 sería puesto en venta por el estado y adquirido por el grupo Prensa Ibérica.
En la actualidad es editado por Prensa Alicantina —sociedad que forma parte de «Prensa Ibérica»—, y su director es Tomás Mayoral. La redacción y sede social se encuentran en Alicante, aunque cuenta con delegaciones en Elche, Benidorm, Denia, Elda, Alcoy, Orihuela y Torrevieja. Publica diariamente cinco ediciones comarcales distintas. 
El periódico tiene un club cultural (llamado club Información) que organiza continuamente charlas, conferencias, presentaciones de libros y otras actividades culturales en la sede central del periódico en Alicante. Según datos de la OJD tiene una difusión media de 18.052 ejemplares diarios.
- Además cuenta en la actualidad con un canal de TV y una emisora de radio, ambos de ámbito provincial de Alicante.
  - Información TV
  - Información Radio

## Directores
- José María Bugella del Toro (1941-1943)
- Emilio Romero Gómez (1943-1945)
- José Cierre Jiménez (1945-1951)
- Gregorio Carlos Romero de Vicien (1951-1953)
- Dámaso Santos (1953-1956)
- Luis Pérez Cútoli (1956)
- Timoteo Esteban Vega (1956-1963)
- Félix Morales Pérez (1963-1969)
- Enrique Martínez Ballester (1969-1971)
- Jesús Prado Sánchez (1971-1983)
- José Ramón Giner Mallol (1983-1984)
- Juan Francisco Sardaña Fabiani (1984-1988)
- Vicente Martínez Carrillo (1988-1991)
- Francisco Esquivel Morales (1991-2004)
- Juan Ramón Gil Berenguer (2004-2016)
- Antonio Cabot Saval (2016-2018)[12]
- Tomás Mayoral González (2018-2023)[13]
- Antonio Cabot Saval (2023- )